# Герб Тернопільського воєводства (проєкт)

Проєкт герба Тернопільського воєводства

Герб Тернопільського воєводства — символ Тернопільського воєводства Польської республіки (1918—1939), який не був запроваджений, а проєкти не мали офіційного статусу. 
Було розроблено кілька проєктів у 1928 році та пізніше. Однак офіційно жодний з них так і не був затверджений. 
Один з проєктів створено на основі двох гербів воєводств Речі Посполитої: Подільського та Белзького.

## Опис
Щит, що ділиться на двоє — в правій половині жовте сонце на білому фоні, у лівій — білий грифон на червоному фоні, у золотій короні, повернутий наліво, піднявши ноги і лапи догори.